# Етень
Етень, Етені (рум. Eteni) — село у повіті Сату-Маре в Румунії. Входить до складу комуни Одореу.
Село розташоване на відстані 439 км на північний захід від Бухареста, 13 км на схід від Сату-Маре, 118 км на північ від Клуж-Напоки.